# 대통 (화기)

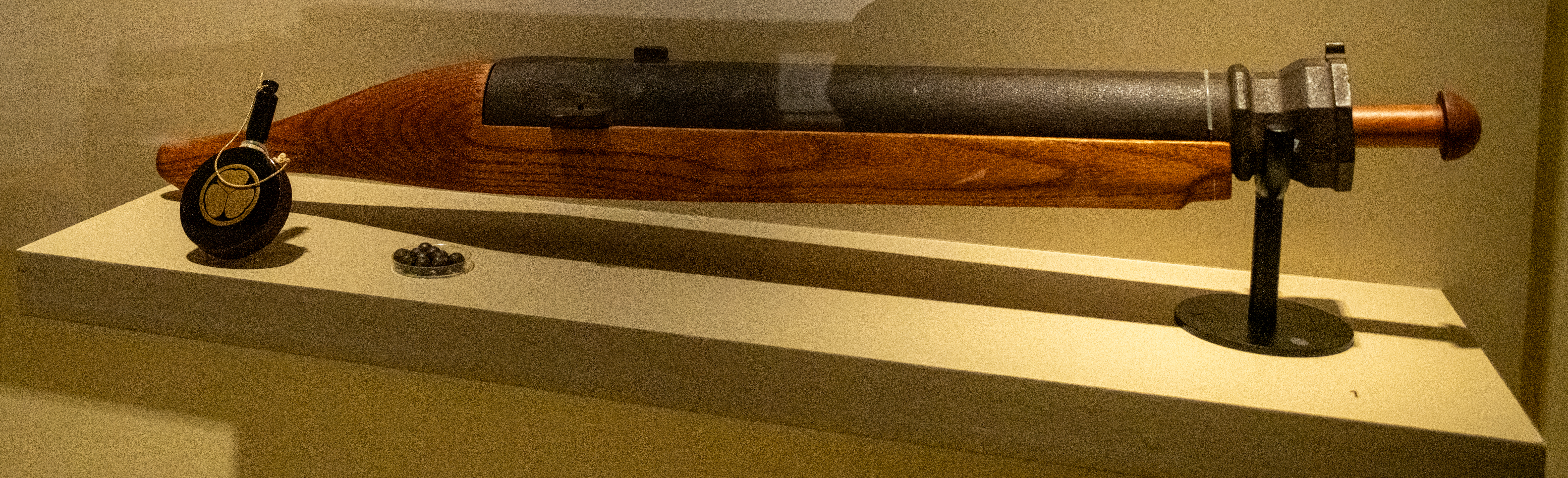
국립진주박물관에 전시된 대통의 원본

대통(일본어:  大筒[*])는 일본 센고쿠 시대부터 에도 막부때까지 사용된 일본의 소형 화포이다.

## 용도
대통은 일본 센고쿠 시대 당시 육상에서의 공성전이나 해상전에서 성벽이나 적군의 함선을 공격할 때 사용했다.

## 특성
청동 대포보다 훨씬 더 강력했고, 단조 방식으로 제작되었기 때문에 총열이 폭발할 위험이 주조된 대포보다 적었다. 재료가 저렴하여 비교적 쉽게 제작할 수 있었지만, 센코쿠 시대 당시 일본의 부족했던 단조 기술로 인해 일본인들은 같은 시점의 조선이나 명나라와 달리 대구경 대포를 생산할 수 없었다.

### 유명한 대통
- 가장 유명한 대통 실물은 도쿄 야스쿠니 신사 유취관에 전시된 시바쓰 오오즈츠이다.[1]
- 구니토모 대장간에서 만든 대통의 사거리는 최대 1.6km에 달했다.[2]
- 센고쿠 시대의 호조 가문이 보유한 이즈국 수군은 해전에서 대통을 광범위하게 사용했다.